# Nasir Supardi
Nasir Supardi (ur. 9 kwietnia 1983) – piłkarz indonezyjski grający na pozycji obrońcy.

## Kariera klubowa
Karierę piłkarską Supardi rozpoczął w klubie PS Palembang. Następnie w 2004 roku został zawodnikiem PSPS Pekanbaru. Tam grał przez dwa sezon, a w latach 2006-2007 był piłkarzem PSMS Medan, z którym w 2007 roku wywalczył wicemistrzostwo Indonezji. W 2008 roku odszedł z PSMS do Pelity Jaya. W latach 2010–2012 grał w Sriwijaya FC. W 2012 przeszedł do Persib Bandung.

## Kariera reprezentacyjna
W reprezentacji Indonezji Supardi zadebiutował w 2007 roku. W tym samym roku został powołany przez selekcjonera Iwana Kolewa do kadry na Puchar Azji 2007. Na tym turnieju rozegrał 2 spotkania: z Bahrajnem (2:1) i z Arabią Saudyjską (1:2).